# 大和煮

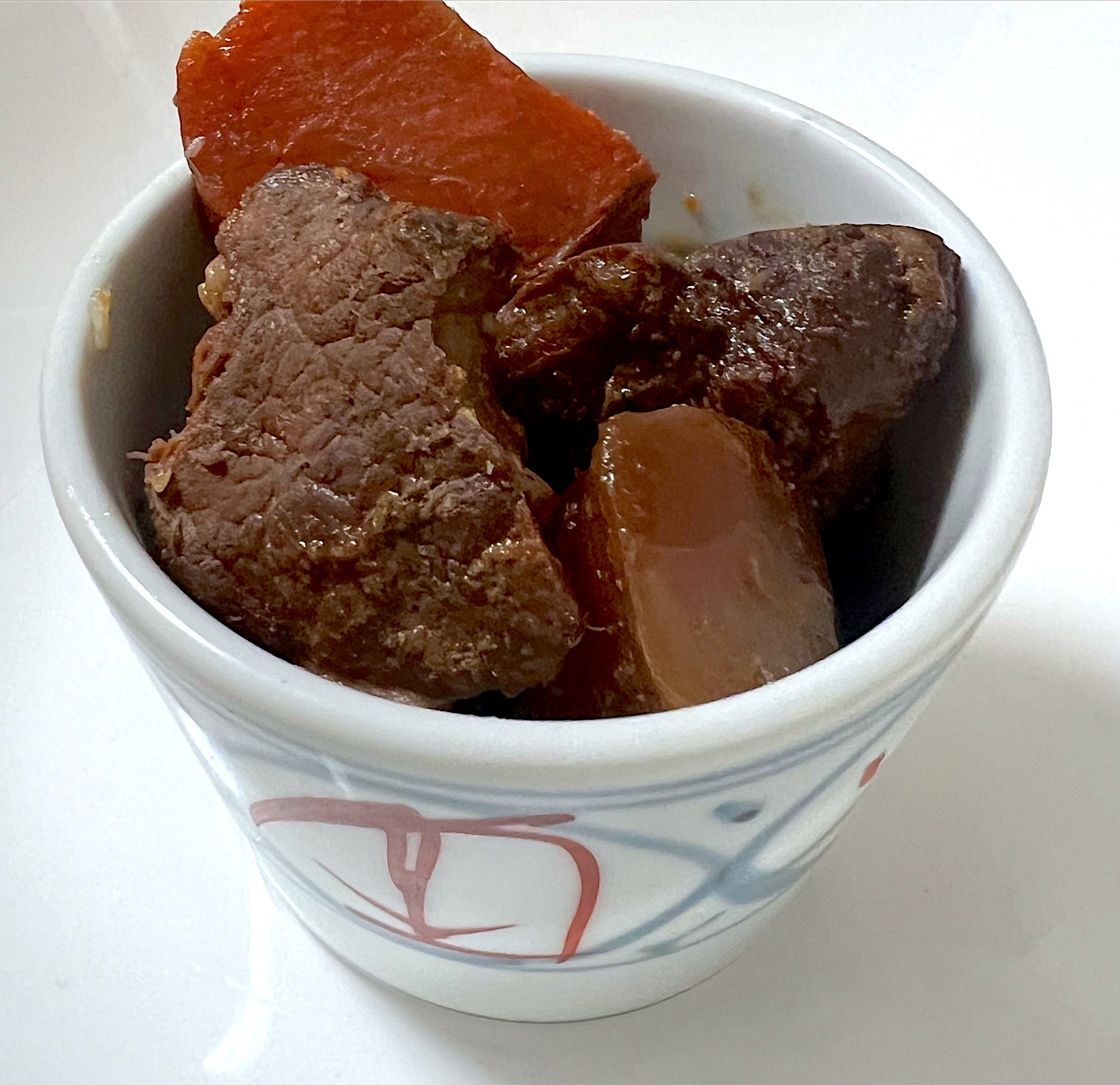
大和煮

大和煮（やまとに）は、獣肉の調理法、およびその方法で調理された料理。砂糖・醤油や生姜などの香辛料で濃く味付けをした煮物。

## 歴史
明治になってから生まれた料理であり、明治10年代に鶏肉（鴨肉との説もある）を使って作られたのが最初であると言い伝えられている。考案者は千葉県の缶詰業者であった前田道方。売り出すにあたって、朝野新聞編集長の沢田直温が「大和煮」と命名したものだが由来は不明。なお、山口県の萩博物館には「くじら日本煮」と書かれた明治時代の鯨肉缶詰のラベルが存在する。
その後、鶏肉以外の肉も使われるようになり、1915年（大正4年）には明治屋が牛肉大和煮の缶詰を発売、1923年（大正12年）には日本橋三越で行われたバーゲンセールで目玉商品とされた、などという記録が残っている。牛肉大和煮は大日本帝国陸軍では牛缶と呼ばれ、携帯口糧として将兵らに人気のあるメニューであり、日清及び日露戦争時には戦時のために大和煮缶詰の材料にするため牛が足りなくなった事もある。現在の陸上自衛隊においても戦闘糧食I型の内の「牛肉味付缶詰」（DSP N 5105）として採用されている。
他に、1871年（明治4年）、大阪靭永代濱（現在の大阪市西区靭公園辺り）で海産問屋を営んでいた大和屋清七義道が、鰊や小魚などの甘露煮を製造するにあたりその甘露煮を大和煮と呼んだ事例があり、現在も同区江戸掘三丁目にて江戸三・大和屋の屋号で営業中である。

## 特徴
たいへん味付けが濃く素材の味を消してしまうため、クセの強い肉や質の悪い肉であっても素材として使うことができる。
鶏・牛のほか、商業捕鯨が盛んであった時代には鯨肉も多く使われていた。また他に羊肉・馬肉・鹿肉なども使われており、珍しいものとしては熊・トドなどの獣肉も使われることがある。ただし、濃い味付けで肉のクセを隠すことができるとはいえ程度問題であり、特にクセの強い肉、例えばトド肉大和煮などは好みが分かれる。
一般的には、あまり家庭で作られることはなく、もっぱら缶詰食品として流通している。ただし、例外的に宮城県の牡鹿町（現石巻市）では、きわめてクセが強く食用にはなりにくいマッコウクジラの鯨肉をこの手法で調理したものが郷土料理とされていた時代がある。「大和煮」という名前で呼ぶかどうかはとにかくとして、「どのような素材でもそれなりに食べられる料理に仕上げる手法」としては、ポピュラーなものであるといえる。